# Sulfeto de etileno
Tiirano, mais conhecido como sulfeto de etileno, é o composto químico cíclico de fórmula C2H4S.É o menor heterociclo contendo enxofre.Assim como  muitos compostos orgânicos de enxofre, esta espécie apresenta um odor desagradável.

## Síntese
É preparado pela reação de carbonato de etileno com tiocianato de potássio. Para esse propósito, primeiro o tiocianato de potássio tem de ser fundido sob vácuo para a remoção de água.
KSCN  + C2H4O2CO  →  KOCN  + C2H4S  +  CO2

## Reações
sulfeto de etileno se liga à aminas para resultar em 2-mercaptoetilaminas, que são boas quelantes